# Сигбан, Карл Манне Георг
Карл Манне Георг Си́гбан (иногда Зи́гбан) (швед. Karl Manne Georg Siegbahn; 3 декабря 1886, Эребру, Швеция — 26 сентября 1978, Стокгольм, Швеция) — шведский физик, лауреат Нобелевской премии по физике в 1924 году «за открытия и исследования в области рентгеновской спектроскопии».
Член Шведской королевской академии наук (1922), иностранный член Парижской академии наук (1953; корреспондент с 1951), Лондонского королевского общества (1954), Академии наук СССР (1958).

## Биография
Манне Сигбан родился в семье станционного смотрителя шведской железной дороги Нильса Рейнхольда Георга Сигбана и его жены Эммы Софии Матильды (ур. Цеттенберг). В 1906 году Сигбан поступил в университет Лунда, который он окончил в 1911 году защитой докторской диссертации по теме «Измерение магнитного поля». Уже с 1907 по 1911 год Сигбан работал ассистентом профессора Иогана Ридберга. После защиты диссертации Сигбан стал доцентом и в 1915 году — профессором. После смерти Ридберга в 1919 году Сигбан занял его кафедру. В 1923 году Сигбан перешёл в Упсальский университет и в 1937 году стал профессором-исследователем в Шведской королевской академии наук. С 1938 по 1947 год Сигбан — президент Международного союза чистой и прикладной физики (IUPAP).
В 1914 году Сигбан женился на Катрин Хёгбом. Отец двух сыновей: Бу (род. 1915), сделавшего карьеру дипломата, и Кая, ставшего физиком и получившего в 1981 году Нобелевскую премию.

## Достижения
С 1908 по 1912 год Сигбан работал над задачами в области электричества и магнетизма. Затем его интерес переместился в область рентгеновской спектроскопии. Он предложил улучшения в схеме и методике эксперимента, которые привели к заметному увеличению точности измерений и позволили (совместно с развивавшейся в то время квантовой механикой) получить полное понимание оболочечной структуры электронной оболочки атома. В 1923 году Сигбан выпустил монографию «Спектроскопия рентгеновского излучения», в которой были собраны все результаты его работы и которая стала классическим примером научной литературы. В 1924 году Сигбан был удостоен Нобелевской премии по физике.
После перехода в академию наук Сигбан занялся ядерной физикой и инициировал построение циклотрона для ускорения дейтронов, генератора высокого напряжения, многих бета-спектрометров и одного электронного микроскопа. При помощи этого оборудования его институт занял одно из ведущих мест в исследовании атомного ядра и процессов радиоактивного излучения.

## Награды
- Нобелевская премия по физике, 1924
- Медаль и премия Гутри, 1933
- Медаль Хьюза, Лондонское королевское общество, 1934
- Медаль Румфорда, Лондонское королевское общество, 1940
- Медаль и премия Дадделла, Физическое общество Лондона, 1948

## Мемориальная лекция Манне Сигбана
В память о Сигбане учреждена Мемориальная лекция Манне Сигбана (англ. Manne Siegbahn Memorial Lecture) в области экспериментальной физики. Проводится ежегодно в Стокгольмском университете, начиная с 1993 года. Среди награждённых 3 лауреата Нобелевской премии .
Список лекторов:
- 1993 Gerald Gabrielse  (англ.)
- 1994 Till Kirsten  (нем.)
- 1995 Hiroyuki Sakaki  (нем.)
- 1996  Корнелл, Эрик Аллин, Марси, Джеффри
- 1997 Alain Blondel
- 1998 Вайсс, Райнер
- 1999 Оганесян, Юрий Цолакович
- 2000  Арош, Серж
- 2001 Ланге, Эндрю
- 2002 Хау, Лене
- 2003 Andreas Eckart
- 2004 Michel H. Devoret
- 2005  Макдональд, Артур
- 2006 Краус, Ференц
- 2007 Sidney R. Nagel  (англ.)
- 2008 Alan Watson  (англ.)
- 2009 Fritz Bosch
- 2010 Daniel Rouan
- 2012 Эйглер, Дональд
- 2013 Joseph Incandela  (англ.) и Джанотти, Фабиола
- 2014 William B. Atwood  (нем.)
- 2015 Цайлингер, Антон